# Carl-Marcus Larsson
Carl-Marcus Larsson, 28 juli 1918 i Eskilstuna, död 1987, var en svensk målare.
Han var son till Edvin Larsson och Elsa Erika Andersson samt från 1948 gift med Märta Maria Ekblom. Larsson studerade vid Otte Skölds målarskola i Stockholm 1946–1947 och vid Konsthögskolan 1947–1952 samt under studieresor till Frankrike och Italien. Separat ställde han ut på Galerie Æsthetica 1953 och han medverkade i ett flertal samlingsutställningar i Stockholm. Hans konst består av interiörer, barn och rofyllda motiv i olja eller akvarell. Larsson är representerad med ett självporträtt vid Eskilstuna konstmuseum.